# Revolutionärer Jugendverband Deutschlands
Der Revolutionäre Jugendverband Deutschlands (RJVD), gegründet im Herbst 1973, war die Jugendorganisation des Kommunistischen Arbeiterbunds Deutschlands.

## Geschichte
Der Revolutionäre Jugendverband Deutschlands ging hervor aus dem Zusammenschluss der Revolutionären Jugend (Marxisten-Leninisten) – RJ(ML) und des Kommunistischen Jugendverbandes Deutschlands – Revolutionärer Weg (KJVD-RW). Während vom KJVD-RW nur noch Gruppen in Duisburg, Wuppertal, Düsseldorf und Köln bestanden, hatte die vor allem im südwestdeutschen Raum und Nordbayern verbreitete RJ(ML) ein Rebell betiteltes Zentralorgan im Zeitungsformat (zuvor, ab Ende 1968, als Rote SDAJ-Opposition erschienen), welches zunächst auch durch den RJVD fortgeführt wurde und vor allem die aufgekeimte Lehrlingsbewegung in Deutschland ansprechen sollte.
Ab Januar 1975 wurde der Rebell durch das Jugendmagazin Der Stachel ersetzt, der aber bereits nach kurzer Zeit wieder eingestellt und auf dem 2. Verbandsdelegiertentag vom 22./23. November 1975 wieder durch den Rebell ersetzt wurde.
Der RJVD war eine kommunistische Jugendorganisation, die sich besonders auf Mao Zedong bezog. Er bestand mehrheitlich aus jungen Lehrlingen, Arbeitern und Angestellten.
Mit der Vorbereitung der Gründung der MLPD hatte der KABD von Dezember 1979 bis Juni 1982 eine Mitgliedersteigerung von 50 Prozent durch Mitglieder des RJVD. 40 Prozent der Mitglieder beim Gründungsparteitag der MLPD 1982 stammten aus dem REBELL.

## Mitglieder
- Stefan Engel (Vorsitzender der MLPD von 1982 bis 2017)
- Berthold Huber
- Robert Kurz (Autor)
- Günther Jacob (Autor)